# Фудбалска репрезентација Светог Мартина (Холандија)
Фудбалска репрезентација Светог Мартина (Холандија) (хол. Sint Maartens voetbalelftal) је фудбалски тим који представља Свети Мартин (Холандија) на међународним такмичењима под контролом Фудбалског савеза Светог Мартина (Холандија) који се налази у оквиру Карипске фудбалске уније и КОНКАКАФа.
Свети Мартин није члан ФИФАе, и због тога не испуњава услове за учешће на Светском првенству. Фудбалски савез Светог Мартина је планирало да се пријави за примање у чланство ФИФАе 2016. године.
Фудбалски савез Светог Мартина је 2002. године добила придружено чланство у Конкакафу и постала пуноправна на XXVIII редовном конгресу у априлу 2013. након што се одвојила од Краљевине Холандије и постала независна држава пошто су Холандски Антили били  расформирани 2010. године. Фудбалски савез је такође члан Фудбалског савеза Кариба  и први пут су учествовали на Карипском купу у његовом првом издању издању 1989. године.

## Историја
Од 1992. до 2016. године, репрезентативни тим је одиграо приближно 25 званичних утакмица. Између 2000. и 2016. одиграна је само једна утакмица, незванични 2:2 реми код куће са репрезентацијом Светог Јустатиуса 20. августа 2004. Године 2012. председник ФССМ Овен Ники изјавио је да је неактивност репрезентације последица недостатка потребних побољшања на њиховом стадиону. Он је рекао да је недовољно играча на располагању такође спречило тим да се такмичи у прошлости, али сада има више него довољно играча. У то време, удружење је разговарало о домаћинству турнира на Левард острвима и учешћу у квалификацијама за Куп Кариба 2012. Као два своја циља за ту годину. Ники је тада изјавио да репрезентација није остварила веће успехе због низа несрећних околности. У августу 2014. године Свети Мартин је требало да буде кодомаћин турнира на Левард острвима, турнир који није игран у задњих дњсет година. Опет стицајем околности, турнир је одложен након што се Свети Мартин повукао као домаћин због потешкоћа са новопостављеним светлима у спортском комплексу Раул Илиг, а Ангвила, други домаћин, се повукао из неутврђених разлога. У једном извештају се такође наводи да су се домаћини повукли због „немогућности да обезбеде довољан број учесника. У мају 2015. ФССМ је организовао меч за одабир базе играча репрезентације. Меч је био отворен за све играче са холандским пасошем. Иако је сениорски тим Светог Мартина доста дуго био неактиван, омладинска селекција учествовала је на инаугурационом КОНКАКАФ шампионату за репрезентације до 15 година у августу 2013., а Свети Мартин се кандидовао и добио домаћинство шампионата за дечаке до 15 година 2015. године. Након одржаног првенства КОНКАКАФа до 15 година 2013. године првенство заказано за 2015. годину је КОНКАКАФ отказао из непознатих разлога.

### Кампања за Куп Кариба 2017.
Свети Мартин се вратио међународном фудбалу 2016. године, ушавши у квалификације за Куп Кариба 2017. године. Играо је у групу 2 заједно са Гренадом и Девичанским острвима САД. Са утакмицама првог кола које су се играле 22. и 26. марта 2016. Свети Мартин је био одсутан са свих такмичења организованих од стране ФСК пуних деветнаест година до уласка на турнир. У јануару 2016. објављено је да ће састав Светог Мартина за квалификације за Куп Кариба 2017. бити састављен искључиво од играча из ФК Флејмс јунатеда , актуелних шампиона из такмичења сениорских лига сезоне 2014/2015 и првака дивизије 2012/2013 између острва Свети Мартин (Холандија), Свети Мартин (Француска) и острва Свети Бартс. Међутим, убрзо након тога објављено је да је претходни извештај био нетачан и да ће се Флејмс јунајтед уствари такмичити на клупском првенству ФСК и тако да неће моћи да да играче за репрезентацију. Свети Мартин је 13. марта 2016. одиграо своју прву утакмицу у последњих 12 година, пошто је угостио репрезентацију Ангвила и остварио победу од 2:0 у оквиру припрема за квалификације за Куп Кариба 2017. Оба гола за домачина постигао је Џост Робен. У првом мечу на турниру, Сент Мартин је са Гренадом одиграо нерешено у првом полувремену, када је дошло до повреда двојице играча Светог Мартина. Низ несречних околности је задесило играче репрезентације Св. Мартина, откривено је да је Рејмонд Волф имао сломљено ребро пре него што је изашао у првом полувремену, док је Холанђанин Рик Де Пундер постигао аутогол у другом полувремену. Гренада је у другом полувремену постигла још четири гола за победу од 5:0. Проблеми за репрезентацију Светог Мартина су се наставили због беспарице. Нису имали довољно средстава да плате авионске карте до Гранаде па је ФСК платио путне карте али репрезентативци Св. Мартина су закаснили на авион пошто је новац уплачен у задњи час. Председник ФССМ Џони Синх сматрао је да тим неће моћи да се такмичи, али је на време договорен још један лет и репрезентативци су отишли на Гренаду  и стигли на заказану утакмицу. Исти сценарио догодио се и за повратни лет, али се очекивало да ће тим бити код куће у четвртак пре утакмице тима против репрезентације Америчких Девичанских Острва који се требао играти у суботу. Свети Мартин је изгубио меч од УСВИ 1:2, чиме је repreyentacija Svetog Martina завршиla квалификациону кампању. Једини гол за Свети Мартин постигао је Ремзи Болејн.

## Учешћа на такмичењима

### Куп Кариба
| Куп Кариба | Куп Кариба        | Куп Кариба        | Куп Кариба        | Куп Кариба        | Куп Кариба        | Куп Кариба        | Куп Кариба        | Куп Кариба        |
| Година     | Коло              | Ута.              | Поб.              | Нер.              | Изг.              | ГД                | ГП                |                   |
| ---------- | ----------------- | ----------------- | ----------------- | ----------------- | ----------------- | ----------------- | ----------------- | ----------------- |
| 1989.      | Групна фаза       | 4                 | 0                 | 0                 | 4                 | 1                 | 33                |                   |
| 1990.      | Није учествовала  | Није учествовала  | Није учествовала  | Није учествовала  | Није учествовала  | Није учествовала  | Није учествовала  | Није учествовала  |
| 1991.      | Није учествовала  | Није учествовала  | Није учествовала  | Није учествовала  | Није учествовала  | Није учествовала  | Није учествовала  | Није учествовала  |
| 1992.      | Квалификације     | 2                 | 1                 | 1                 | 0                 | 5                 | 3                 |                   |
| 1993.      | Групна фаза       | 5                 | 2                 | 0                 | 3                 | 2                 | 25                |                   |
| 1994.      | Квалификације     | 3                 | 1                 | 0                 | 2                 | 5                 | 9                 |                   |
| 1995.      | Квалификације     | 2                 | 1                 | 0                 | 1                 | 1                 | 2                 |                   |
| 1996.      | Квалификације     | 2                 | 1                 | 0                 | 1                 | 4                 | 3                 |                   |
| 1997.      | Квалификације     | 3                 | 2                 | 0                 | 1                 | 6                 | 3                 |                   |
| 1998.      | Није се такмичила | Није се такмичила | Није се такмичила | Није се такмичила | Није се такмичила | Није се такмичила | Није се такмичила | Није се такмичила |
| 1999.      | Одустала          | Одустала          | Одустала          | Одустала          | Одустала          | Одустала          | Одустала          | Одустала          |
| 2001.      | Није се такмичила | Није се такмичила | Није се такмичила | Није се такмичила | Није се такмичила | Није се такмичила | Није се такмичила | Није се такмичила |
| 2005.      | Одустала          | Одустала          | Одустала          | Одустала          | Одустала          | Одустала          | Одустала          | Одустала          |
| 2007.      | Није се такмичила | Није се такмичила | Није се такмичила | Није се такмичила | Није се такмичила | Није се такмичила | Није се такмичила | Није се такмичила |
| 2008.      | Није се такмичила | Није се такмичила | Није се такмичила | Није се такмичила | Није се такмичила | Није се такмичила | Није се такмичила | Није се такмичила |
| 2010.      | Није се такмичила | Није се такмичила | Није се такмичила | Није се такмичила | Није се такмичила | Није се такмичила | Није се такмичила | Није се такмичила |
| 2012.      | Није се такмичила | Није се такмичила | Није се такмичила | Није се такмичила | Није се такмичила | Није се такмичила | Није се такмичила | Није се такмичила |
| 2014.      | Није се такмичила | Није се такмичила | Није се такмичила | Није се такмичила | Није се такмичила | Није се такмичила | Није се такмичила | Није се такмичила |
| 2017.      | Квалификације     | 2                 | 0                 | 0                 | 2                 | 0                 | 11                |                   |
| Укупно     | 2/17              | 21                | 8                 | 1                 | 12                | 25                | 92                |                   |

### Конкакафова лига нација
| Конкакафова лига нација | Конкакафова лига нација | Конкакафова лига нација | Конкакафова лига нација | Конкакафова лига нација | Конкакафова лига нација | Конкакафова лига нација | Конкакафова лига нација | Конкакафова лига нација | Конкакафова лига нација | Конкакафова лига нација |
| Сезона                  | Дивизија                | Група                   | Ута                     | Поб.                    | Нер.*                   | Изг.                    | ГД                      | ГП                      | П/И                     | ЗП                      |
| ----------------------- | ----------------------- | ----------------------- | ----------------------- | ----------------------- | ----------------------- | ----------------------- | ----------------------- | ----------------------- | ----------------------- | ----------------------- |
| 2019/20.                | Ц                       | Д                       | 4                       | 0                       | 0                       | 4                       | 6                       | 15                      | исто                    | 39.                     |
| 2022/23.                | Ц                       | У току                  | У току                  | У току                  | У току                  | У току                  | У току                  | У току                  | У току                  | У току                  |
| Укупно                  | Укупно                  | Укупно                  | 4                       | 0                       | 0                       | 4                       | 6                       | 15                      | 39.                     | 39.                     |